# Ölmühle Caspar Thywissen

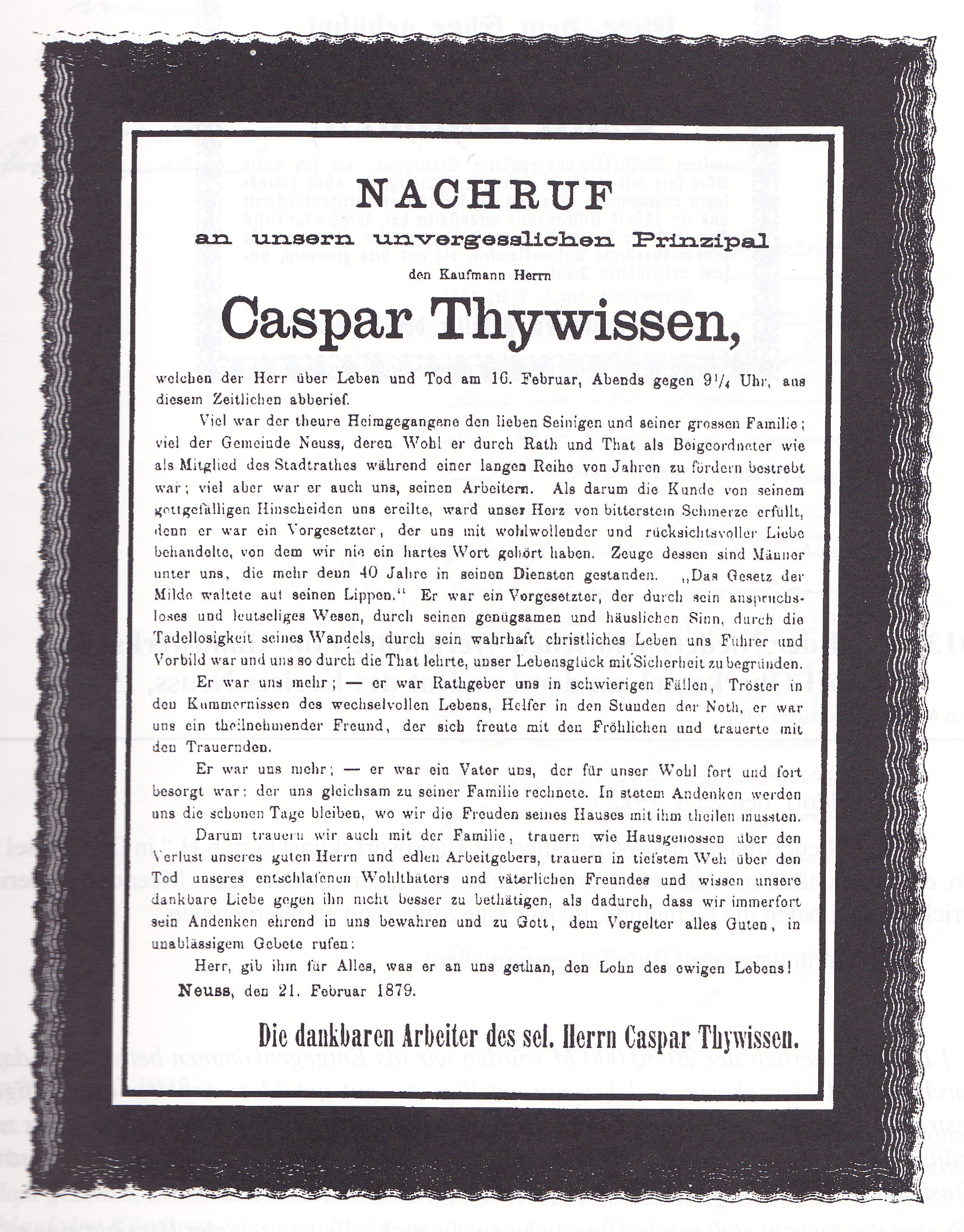
Nachruf auf Caspar Thywissen 1879 (Wikisource)

Die Ölmühle Caspar Thywissen (auch C. Thywissen) in Neuss wurde im Jahre 1839 von Caspar Thywissen gegründet, samt einer Ölhandlung in Neuss. Die Ölmühle galt 1864 als die bedeutendste Ölmühle in Deutschland. Weitere Unternehmensstandorte sind heute Mülheim an der Ruhr und Hürth-Kalscheuren. Zur Produktpalette zählen Rapsöl, Sonnenblumenöl und Leinöl, ferner Schrot, Malzprodukte, Tierfutter und Biodiesel. Das Unternehmen ist heute in sechster Generation im Familienbesitz.

## Geschäftsentwicklung
Die nachfolgenden Angaben sind den im Bundesanzeiger hinterlegten Konzernabschlüssen entnommen, die Eigenkapitalrendite wurde auf Basis der dort hinterlegten Zahlen berechnet:
| Jahr | Umsatz in €      | Jahresüberschuss in € | Eigenkapitalrendite in % |
| ---- | ---------------- | --------------------- | ------------------------ |
| 2011 | 1.247.600.781,01 | 17.741.288,36         | 18,57                    |
| 2012 | 1.400.281.987,32 | 1.376.574,74          | 1,51                     |
| 2013 | 1.521.722.986,11 | 4.391.738,26          | 4,76                     |
| 2014 | 1.089.378.169,87 | 10.401.902,43         | 10,43                    |
| 2015 | 1.020.849.026,40 | 6.514.009,68          | 6,31                     |
| 2016 | 1.060.303.035,71 | 8.151.510,57          | 7,52                     |
| 2017 | 1.315.979.200,10 | 2.818.773,14          | 2,61                     |
| 2018 | 1.065.431.248,71 | 2.923.257,69          | 2,70                     |
| 2019 | 1.167.908.870,32 | 9.833.696,08          | 8,55                     |
| 2020 | 1.283.146.760,91 | 3.793.966,97          | 3,28                     |
| 2021 | 1.720.146.828,86 | 15.362.483,31         | 11,99                    |